# Biogéomorphologie

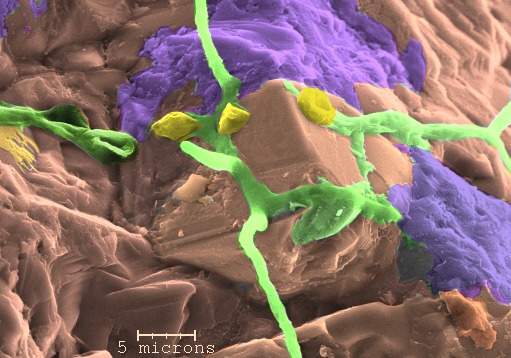
Expérience d'altération expérimentale de champignons sur un morceau de basalte islandais

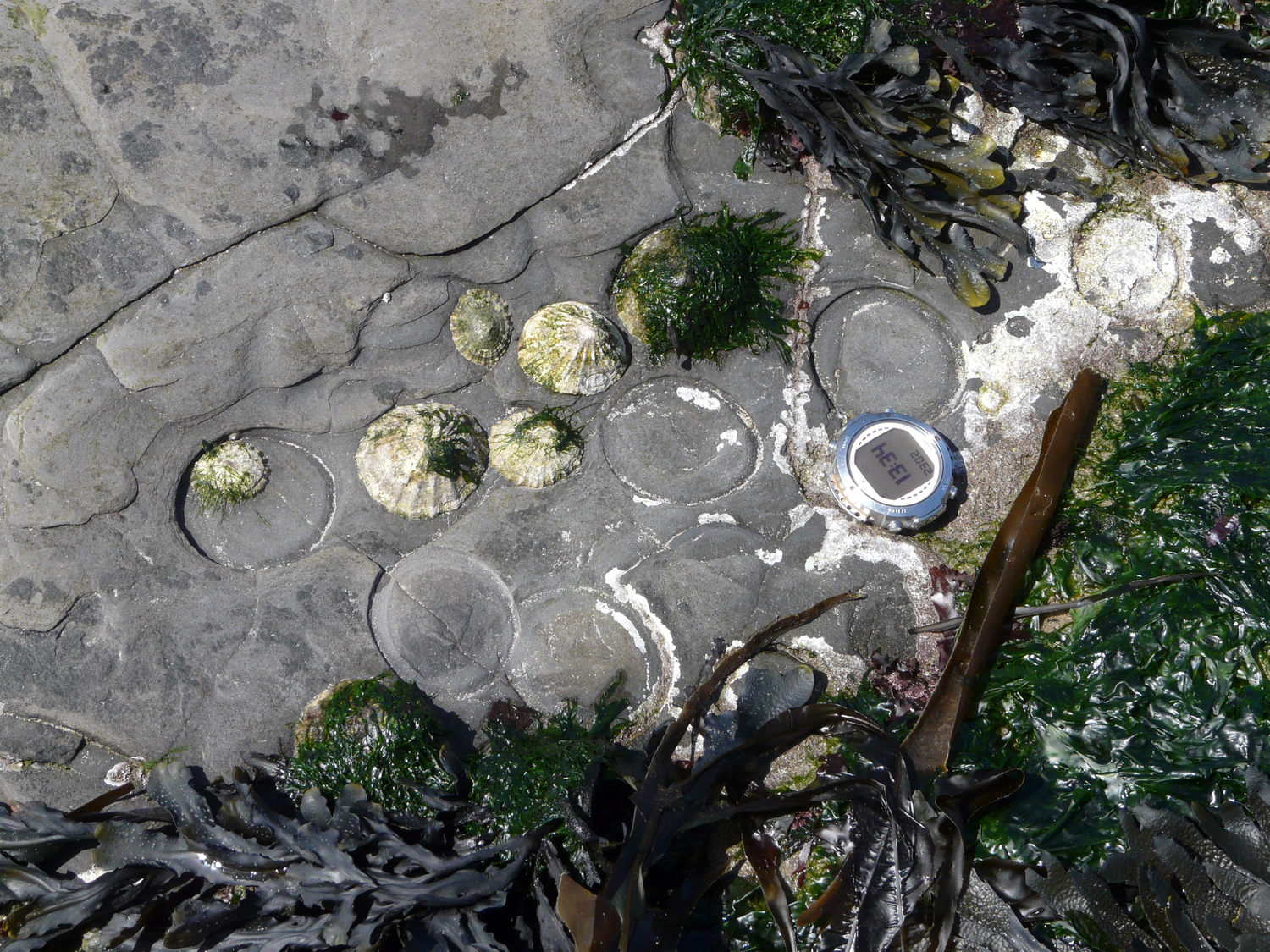
Bioérosion d'un rocher basaltique par sédentarisation de patelles sur la côte d'Antrim, Irlande du Nord.

La biogéomorphologie est une branche de la géomorphologie qui étudie les rapports entre les formes de relief, les modelés terrestres et les organismes vivants, ces derniers ayant un rôle constructeur (récif corallien, par exemple) ou destructeur (bioérosion, biométéorisation). La biogéomorphologie se divise en plusieurs branches dont la phytogéomorphologie (interactions flore/relief) et la zoogéomorphologie (interactions faune/relief).

## Origines
Cette discipline s'est constituée à la fin des années 1980 autour d'un livre collectif dirigé par Heather Viles, mais les recherches biogéomorphologiques sont en réalité beaucoup plus anciennes.

## Thématiques
La biogéomorphologie se décompose en plusieurs axes qui ressortissent à la recherche fondamentale ou appliquée. Par exemple, elle permet de proposer des diagnostics en matière de gestion des littoraux meubles, notamment les dunes bordières, ou la protection de la pierre monumentale (par exemple, évaluation du rôle bioprotecteur ou biodégradant des lichens). Des travaux de synthèse avec l'écologie, notamment en domaine fluvial, permettent de démontrer la coévolution des formes de relief et des espèces vivantes du fait de rétroactions permanentes.